# П'явська легенда (фільм)
«П'явська легенда» (італ. La leggenda del Piave) — італійський фільм-драма 1952 року, поставлений режисером Ріккардо Фредою.

## Сюжет
Жовтень 1917 року, околиці міста П'яве. Уже як два роки Італія воює з Австрією. Графиня Джованна везе свого хворого сина Маріо у Верону, щоб показати лікареві. Там вона дізнається, що її чоловік граф Ріккардо зовсім не герой, яким вона його уявляла, а боягуз і аферист. Його заводи поставляли армії черевики, зроблені зі шкіри та картону. Графиня виказує чоловікові всю правду і йде від нього. Як тільки дитина видужує, вона вирішує щоб то не було повернутися в замок. По дорозі вона потрапляє під бомбардування і, в загальній паніці, втрачає сина з поля зору. Вона шукає його серед руїн і благає Мадонну повернути їй хлопчика. Сівши у вагон товарного потягу, Джованна раптом бачить Маріо у возі, що зупинився на залізничному переїзді. Вона стрибає з потягу і кидається до сина. Граф Ріккардо, приголомшений презирством Джованни, міняє свою поведінку й ставлення до життя та здійснює немало подвигів.
Замок Джованни захоплений австрійцями. На допомогу графині приходить німий слуга Марко. Його хапають і страчують, і він не встигає розповісти графині про героїчну поведінку її чоловіка. Італійська армія починає перемагати. Графиня повідомляє адвокатові, що має намір розлучитися. Ріккардо, який позбувся у бою обох рук, на останню зустріч з Джованною приходить у плащі, який приховує його каліцтво. Він залишає дружині замок й усе майно. Раптом вбігає маленький Маріо: він просить батька обійняти його, і плащ падає з плечей Ріккардо. Джованна усе розуміє і кидається до нього, благаючи про пробачення. Незабаром Італію звільняють від загарбників, і по всій країні лунає передзвін.

## У ролях
| • Джанна Марія Канале | … | графиня Джованна    |
| • Карло Джустіні      | … | граф Ріккардо       |
| • Ренато Бальдіні     | … | Дон Карло, священик |
| • Едоардо Тоньоло     | … | австрійський офіцер |
| • Енріко Віарізіо     | … | капрал Майнарді     |
| • Єлена Котта         | … | Габріелла           |

## Знімальна група
- Автор сценарію — Ріккардо Фреда, Джузеппе Манджоне за мотивами пісні Е. А. Маріо
- Режисер-постановник — Ріккардо Фреда
- Композитор — Карло Рустікеллі
- Оператор — Серджо Пеше
- Монтаж — Маріо Серандреї
- Художник-постановник — Альфредо Монторі
- Художник по костюмах — Камілло дель Синьйоре